# Station Ruciane Nida Zachód
Station Ruciane-Nida Zachód is een spoorwegstation in de Poolse plaats Ruciane-Nida.